# Ilka Van de Vyver
Ilka Van de Vyver, född 26 januari 1993 i Dendermonde, är en belgisk volleybollspelare (passare).
Van de Vyer kommer från en volleybollfamilj, hennes far är tränare för Ladies Volley Limburg As-Tongeren med hennes mor Kato Snauwaert har spelat volleyboll på elitnivå, vilket även Ilkas syster Jutta Van de Vyver gör.
På klubbnivå har hon med Asterix Kieldrecht blivit belgisk mästare tre gånger (2010, 2011 och 2012), vunnit belgiska cupen två gånger (2010 och 2011) samt vunnit belgiska supercupen en gång (2010). Med RC Cannes har hon blivit fransk mästare tre gånger (2013, 2014 och 2015) och vunnit franska cupen två gånger (2013 och 2014).
På landslagsnivå var hon på juniornivå med i lagen som vann U18-EM 2009 och ungdoms-OS 2010. Med seniorlandslaget har hon tagit brons vid EM 2013 och silver vid European Volleyball League samma år.